# Olympische Winterspiele 2014/Eiskunstlauf
Bei den XXII. Olympischen Winterspielen 2014 in Sotschi fanden fünf Wettbewerbe im Eiskunstlauf statt, darunter erstmals bei Olympischen Spielen ein Teamwettbewerb. Austragungsort war der Eisberg-Eislaufpalast mit einer Kapazität von 12.000 Zuschauern im Olympiapark Sotschi.

## Bilanz

### Medaillenspiegel
| Platz | Land               | Gold | Silber | Bronze | Gesamt |
| ----- | ------------------ | ---- | ------ | ------ | ------ |
| 1     | Russland           | 3    | 1      | 1      | 5      |
| 2     | Vereinigte Staaten | 1    | –      | 1      | 2      |
| 3     | Japan              | 1    | –      | –      | 1      |
| 4     | Kanada             | –    | 3      | –      | 3      |
| 5     | Südkorea           | –    | 1      | –      | 1      |
| 6     | Deutschland        | –    | –      | 1      | 1      |
| 6     | Italien            | –    | –      | 1      | 1      |
| 6     | Kasachstan         | –    | –      | 1      | 1      |

### Medaillengewinner
| Konkurrenz | Gold | Silber | Bronze |
| ---------- | --- | --- | --- |
| Herren     | Yuzuru Hanyū | Patrick Chan | Denis Ten |
| Damen      | Adelina Sotnikowa | Kim Yu-na | Carolina Kostner |
| Paare      | Tatjana Wolossoschar / Maxim Trankow | Xenija Stolbowa / Fjodor Klimow | Aljona Savchenko / Robin Szolkowy                                                                                                   |
| Eistanz    | Meryl Davis / Charlie White | Tessa Virtue / Scott Moir | Jelena Iljinych / Nikita Kazalapow                                                                                                  |
| Team       | Russland Jewgeni Pljuschtschenko Julija Lipnizkaja Tatjana Wolossoschar / Maxim Trankow Jekaterina Bobrowa / Dmitri Solowjow Xenija Stolbowa / Fjodor Klimow Jelena Iljinych / Nikita Kazalapow | Kanada Patrick Chan Kaetlyn Osmond Meagan Duhamel / Eric Radford Kevin Reynolds Tessa Virtue / Scott Moir Kirsten Moore-Towers / Dylan Moscovitch | Vereinigte Staaten Jeremy Abbott Ashley Wagner Jason Brown Gracie Gold Marissa Castelli / Simon Shnapir Meryl Davis / Charlie White |

## Ergebnisse
- K = Kür
- KP = Kurzprogramm
- KT = Kurztanz
- Pkt. = Punkte

### Herren
| Platz              | Land | Sportler                   | KP      | K       | Pkt.    |
| ------------------ | ---- | -------------------------- | ------- | ------- | ------- |
| 1                  | JPN  | Yuzuru Hanyū               | 101,45  | 178,64  | 280,09  |
| 2                  | CAN  | Patrick Chan               | 097,52  | 178,10  | 275,62  |
| 3                  | KAZ  | Denis Ten                  | 084,06  | 171,04  | 255,10  |
| 4                  | ESP  | Javier Fernández           | 086,98  | 166,94  | 253,92  |
| 5                  | JPN  | Tatsuki Machida            | 083,48  | 169,94  | 253,42  |
| 6                  | JPN  | Daisuke Takahashi          | 086,40  | 164,27  | 250,67  |
| 7                  | CHN  | Yan Han                    | 085,86  | 160,54  | 246,20  |
| 8                  | GER  | Peter Liebers              | 086,04  | 153,83  | 239,87  |
| 9                  | USA  | Jason Brown                | 086,00  | 152,37  | 238,37  |
| 10                 | CZE  | Michal Březina             | 081,95  | 151,67  | 233,62  |
| 11                 | CZE  | Tomáš Verner               | 081,09  | 151,90  | 232,99  |
| 12                 | USA  | Jeremy Abbott              | 072,58  | 160,12  | 232,70  |
| 13                 | FRA  | Brian Joubert              | 085,84  | 145,93  | 231,77  |
| 14                 | SWE  | Alexander Majorov          | 083,81  | 141,05  | 224,86  |
| 15                 | CAN  | Kevin Reynolds             | 078,76  | 153,47  | 222,23  |
| 16                 | BEL  | Jorik Hendrickx            | 072,52  | 141,52  | 214,04  |
| 17                 | UZB  | Misha Ge                   | 068,07  | 135,19  | 203,26  |
| 18                 | FRA  | Florent Amodio             | 075,58  | 123,06  | 198,64  |
| 19                 | PHL  | Michael Christian Martinez | 064,81  | 119,44  | 184,25  |
| 20                 | UKR  | Jakiw Hodoroscha           | 062,65  | 119,54  | 182,19  |
| 21                 | ISR  | Oleksij Bytschenko         | 062,44  | 144,62  | 177,06  |
| 22                 | KAZ  | Absal Rachimgalijew        | 064,18  | 110,22  | 174,40  |
| 23                 | ROM  | Zoltán Kelemen             | 060,41  | 098,35  | 158,76  |
| 24                 | EST  | Viktor Romanenkov          | 061,55  | 078,44  | 139,99  |
| Kür nicht erreicht |      |                            |         |         |         |
| 25                 | ESP  | Javier Raya                | 059,76  | —       | 059,76  |
| 26                 | AUT  | Viktor Pfeifer             | 056,60  | —       | 056,60  |
| 27                 | ITA  | Paul Bonifacio Parkinson   | 056,30  | —       | 056,30  |
| 28                 | CAN  | Liam Firus                 | 055,04  | —       | 055,04  |
| 29                 | AUS  | Brendan Kerry              | 047,12  | —       | 047,12  |
|                    | RUS  | Jewgeni Pljuschtschenko    | Rückzug | Rückzug | Rückzug |

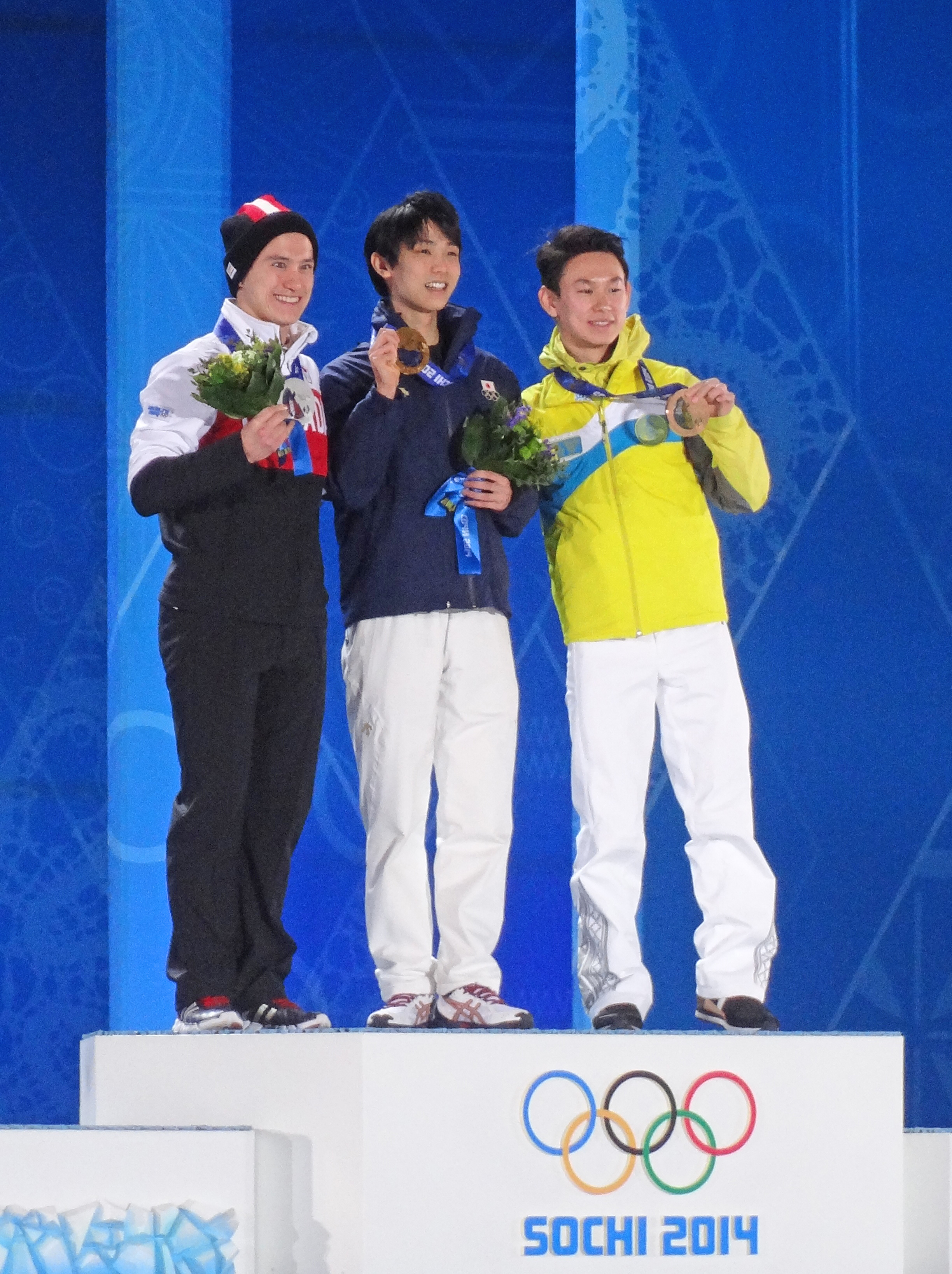
Patrick Chan, Yuzuru Hanyū und Denis Ten bei der Siegerehrung

Kurzprogramm: 13. Februar 2014, 19:00 Uhr (16:00 Uhr MEZ)
Kür: 14. Februar 2014, 19:00 Uhr (16:00 Uhr MEZ)

Olympiasieger 2010:  Evan Lysacek

### Damen
| Platz              | Land | Sportlerin            | KP    | K      | Pkt.   |
| ------------------ | ---- | --------------------- | ----- | ------ | ------ |
| 1                  | RUS  | Adelina Sotnikowa     | 74,64 | 149,95 | 224,59 |
| 2                  | KOR  | Kim Yu-na             | 74,92 | 144,19 | 219,11 |
| 3                  | ITA  | Carolina Kostner      | 74,12 | 142,61 | 216,73 |
| 4                  | USA  | Gracie Gold           | 66,63 | 136,90 | 203,53 |
| 5                  | RUS  | Julija Lipnizkaja     | 65,23 | 135,34 | 200,57 |
| 6                  | JPN  | Mao Asada             | 55,51 | 142,71 | 198,22 |
| 7                  | USA  | Ashley Wagner         | 65,21 | 127,99 | 193,20 |
| 8                  | JPN  | Akiko Suzuki          | 60,97 | 125,35 | 186,32 |
| 9                  | USA  | Polina Edmunds        | 61,00 | 122,21 | 183,25 |
| 10                 | FRA  | Maé-Bérénice Méité    | 58,63 | 115,90 | 174,53 |
| 11                 | ITA  | Valentina Marchei     | 57,02 | 116,31 | 173,33 |
| 12                 | JPN  | Kanako Murakami       | 55,60 | 115,38 | 170,98 |
| 13                 | CAN  | Kaetlyn Osmond        | 56,18 | 112,80 | 168,98 |
| 14                 | CHN  | Li Zijun              | 57,55 | 110,75 | 168,30 |
| 15                 | CHN  | Zhang Kexin           | 55,80 | 098,41 | 154,21 |
| 16                 | KOR  | Kim Hae-jin           | 54,37 | 095,11 | 149,48 |
| 17                 | CAN  | Gabrielle Daleman     | 52,61 | 095,83 | 148,44 |
| 18                 | GER  | Nathalie Weinzierl    | 57,63 | 089,73 | 147,36 |
| 19                 | GEO  | Elene Gedewanischwili | 54,70 | 092,45 | 147,15 |
| 20                 | AUS  | Brooklee Han          | 49,32 | 094,52 | 143,84 |
| 21                 | KOR  | Park So-youn          | 49,14 | 093,83 | 142,97 |
| 22                 | CZE  | Elizaveta Ukolova     | 51,87 | 084,55 | 136,42 |
| 23                 | NOR  | Anne Line Gjersem     | 48,56 | 085,98 | 134,54 |
| 24                 | SVK  | Nicole Rajičová       | 49,80 | 075,20 | 125,00 |
| Kür nicht erreicht |      |                       |       |        |        |
| 25                 | GBR  | Jenna McCorkell       | 48,34 | —      | 048,34 |
| 26                 | AUT  | Kerstin Frank         | 48,00 | —      | 048,00 |
| 27                 | SWE  | Viktoria Helgesson    | 47,84 | —      | 047,84 |
| 28                 | UKR  | Natalia Popova        | 47,42 | —      | 047,42 |
| 29                 | EST  | Jelena Glebova        | 46,19 | —      | 046,19 |
| 30                 | BRA  | Isadora Williams      | 40,37 | —      | 040,37 |

Kurzprogramm: 19. Februar 2014, 19:00 Uhr (16:00 Uhr MEZ)
Kür: 20. Februar 2014, 19:00 Uhr (16:00 Uhr MEZ)

Olympiasiegerin 2010:  Kim Yu-na
Die Platzierung Sotnikowas vor Kim löste Unverständnis aus.

### Paare
| Platz              | Land | Paar                                    | KP    | K      | Pkt.   |
| ------------------ | ---- | --------------------------------------- | ----- | ------ | ------ |
| 1                  | RUS  | Tatjana Wolossoschar / Maxim Trankow    | 84,17 | 152,69 | 236,86 |
| 2                  | RUS  | Xenija Stolbowa / Fjodor Klimow         | 75,21 | 143,47 | 218,68 |
| 3                  | GER  | Aljona Savchenko / Robin Szolkowy       | 79,64 | 136,14 | 215,78 |
| 4                  | CHN  | Pang Qing / Tong Jian                   | 73,30 | 136,58 | 209,88 |
| 5                  | CAN  | Kirsten Moore-Towers / Dylan Moscovitch | 70,92 | 131,18 | 202,10 |
| 6                  | RUS  | Wera Basarowa / Juri Larionow           | 69,66 | 129,94 | 199,60 |
| 7                  | CAN  | Meagan Duhamel / Eric Radford           | 72,21 | 127,32 | 199,53 |
| 8                  | CHN  | Peng Cheng / Zhang Hao                  | 70,59 | 125,13 | 195,72 |
| 9                  | USA  | Marissa Castelli / Simon Shnapir        | 67,44 | 120,38 | 187,82 |
| 10                 | FRA  | Vanessa James / Morgan Ciprès           | 65,36 | 114,07 | 179,43 |
| 11                 | ITA  | Stefania Berton / Ondřej Hotárek        | 63,57 | 115,51 | 179,08 |
| 12                 | USA  | Felicia Zhang / Nathan Bartholomay      | 56,90 | 110,31 | 167,21 |
| 13                 | GER  | Maylin Wende / Daniel Wende             | 59,25 | 107,00 | 166,25 |
| 14                 | CAN  | Paige Laurence / Rudi Swiegers          | 58,97 | 103,01 | 161,98 |
| 15                 | ISR  | Andrea Davidovich / Evgeni Krasnopolski | 53,38 | 094,35 | 147,73 |
| 16                 | ITA  | Nicole Della Monica / Matteo Guarise    | 51,64 | 086,22 | 137,86 |
| Kür nicht erreicht |      |                                         |       |        |        |
| 17                 | AUT  | Miriam Ziegler / Severin Kiefer         | 49,62 | —      | 049,62 |
| 18                 | JPN  | Narumi Takahashi / Ryūichi Kihara       | 48,45 | —      | 048,45 |
| 19                 | GBR  | Stacey Kemp / David King                | 44,98 | —      | 044,98 |
| 20                 | UKR  | Julija Lawrentjewa / Jurij Rudyk        | 44,30 | —      | 044,98 |

Kurzprogramm: 11. Februar 2014, 19:00 Uhr (16:00 Uhr MEZ)
Kür: 12. Februar 2014, 19:45 Uhr (16:45 Uhr MEZ)

Olympiasieger 2010:  Shen Xue / Zhao Hongbo

### Eistanz
| Platz              | Land | Paar                                    | KT    | K      | Pkt.   |
| ------------------ | ---- | --------------------------------------- | ----- | ------ | ------ |
| 1                  | USA  | Meryl Davis / Charlie White             | 78,89 | 116,63 | 195,52 |
| 2                  | CAN  | Tessa Virtue / Scott Moir               | 76,33 | 114,66 | 190,99 |
| 3                  | RUS  | Jelena Iljinych / Nikita Kazalapow      | 73,04 | 110,44 | 183,48 |
| 4                  | FRA  | Nathalie Péchalat / Fabian Bourzat      | 72,78 | 104,44 | 177,22 |
| 5                  | RUS  | Jekaterina Bobrowa / Dmitri Solowjow    | 69,97 | 102,95 | 172,92 |
| 6                  | ITA  | Anna Cappellini / Luca Lanotte          | 67,58 | 101,92 | 169,50 |
| 7                  | CAN  | Kaitlyn Weaver / Andrew Poje            | 65,93 | 103,18 | 169,11 |
| 8                  | USA  | Madison Chock / Evan Bates              | 65,46 | 103,18 | 164,64 |
| 9                  | USA  | Maia Shibutani / Alex Shibutani         | 64,47 | 090,70 | 155,17 |
| 10                 | GBR  | Penny Coomes / Nicholas Buckland        | 59,33 | 091,78 | 151,11 |
| 11                 | GER  | Nelli Schiganschina / Alexander Gazsi   | 60,91 | 089,86 | 150,77 |
| 12                 | AZE  | Julija Slobina / Alexei Sitnikow        | 58,15 | 090,48 | 148,63 |
| 13                 | ESP  | Sara Hurtado / Adrià Díaz               | 58,58 | 088,39 | 146,97 |
| 14                 | ITA  | Charlène Guignard / Marco Fabbri        | 58,14 | 086,64 | 144,78 |
| 15                 | FRA  | Pernelle Carron / Lloyd Jones           | 58,25 | 084,62 | 142,87 |
| 16                 | RUS  | Wiktorija Sinizina / Ruslan Schiganshin | 58,01 | 082,65 | 140,66 |
| 17                 | LTU  | Isabella Tobias / Deividas Stagniūnas   | 56,40 | 082,60 | 139,00 |
| 18                 | CAN  | Alexandra Paul / Mitchell Islam         | 55,91 | 082,79 | 138,70 |
| 19                 | GER  | Tanja Kolbe / Stefano Caruso            | 54,43 | 076,13 | 130,56 |
| 20                 | AUS  | Danielle O’Brien / Gregory Merriman     | 52,68 | 075,85 | 128,53 |
| Kür nicht erreicht |      |                                         |       |        |        |
| 21                 | JPN  | Cathy Reed / Chris Reed                 | 52,29 | —      | 052,29 |
| 22                 | TUR  | Alisa Agafonova / Alper Uçar            | 49,84 | —      | 049,84 |
| 23                 | CHN  | Huang Xintong / Zheng Xun               | 48,96 | —      | 048,96 |
| 24                 | UKR  | Siobhan Heekin-Canedy / Dmitri Dun      | 41,90 | —      | 041,90 |

Pflichttanz: 16. Februar 2014, 19:00 Uhr (16:00 Uhr MEZ)
Kür: 17. Februar 2014, 19:00 Uhr (16:00 Uhr MEZ)

Olympiasieger 2010:  Tessa Virtue / Scott Moir

### Teamwettbewerb
| Platz | Land    | Männer KP          | Paare KP                  | Eistanz KT               | Frauen KP     | Paare K                      | Männer K           | Eistanz K               | Frauen K           | Gesamt |
| ----- | ------- | ------------------ | ------------------------- | ------------------------ | ------------- | ---------------------------- | ------------------ | ----------------------- | ------------------ | ------ |
| 1     | RUS     | 09 Pljuschtschenko | 10 Wolossoschar / Trankow | 08 Bobrowa / Solowjow    | 10 Lipnizkaja | 10 Stolbowa / Klimow         | 10 Pljuschtschenko | 08 Iljinych / Kazalapow | 10 Lipnizkaja      | 75     |
| 2     | CAN     | 08 Chan            | 09 Duhamel / Radford      | 09 Virtue / Moir         | 06 Osmond     | 09 Moore-Towers / Moscovitch | 09 Reynolds        | 09 Virtue / Moir        | 06 Osmond          | 65     |
| 3     | USA     | 04 Abbott          | 06 Castelli / Shnapir     | 10 Davis / White         | 07 Wagner     | 07 Castelli / Shnapir        | 07 Brown           | 10 Davis / White        | 09 Gold            | 60     |
| 4     | Italien | 01 Parkinson       | 07 Berton / Hotárek       | 06 Cappellini / Lanotte  | 09 Kostner    | 08 Berton / Hotarek          | 06 Parkinson       | 07 Guignard / Fabbri    | 08 Marchei         | 52     |
| 5     | JPN     | 10 Hanyū           | 03 Takahashi / Kihara     | 03 Reed / Reed           | 08 Asada      | 06 Takahashi / Kihara        | 08 Machida         | 07 Reed / Reed          | 06 Suzuki          | 51     |
| 6     | FRA     | 06 Amodio          | 04 James / Ciprès         | 07 Péchalat / Bourzat    | 05 Méité      | nicht qualifiziert           | nicht qualifiziert | nicht qualifiziert      | nicht qualifiziert | 22     |
| 7     | CHN     | 07 Yan             | 08 Peng / Zhang           | 01 Huang / Zheng         | 04 Zhang      | nicht qualifiziert           | nicht qualifiziert | nicht qualifiziert      | nicht qualifiziert | 20     |
| 8     | GER     | 05 Liebers         | 05 Wende / Wende          | 05 Schiganschina / Gazsi | 02 Weinzierl  | nicht qualifiziert           | nicht qualifiziert | nicht qualifiziert      | nicht qualifiziert | 17     |
| 9     | UKR     | 03 Godorozha       | 02 Lawrentjewa / Rudyk    | 02 Heekin-Canedy / Dun   | 03 Popova     | nicht qualifiziert           | nicht qualifiziert | nicht qualifiziert      | nicht qualifiziert | 10     |
| 10    | GBR     | 02 Parr            | 01 Kemp / King            | 04 Coomes / Buckland     | 01 McCorkell  | nicht qualifiziert           | nicht qualifiziert | nicht qualifiziert      | nicht qualifiziert | 08     |

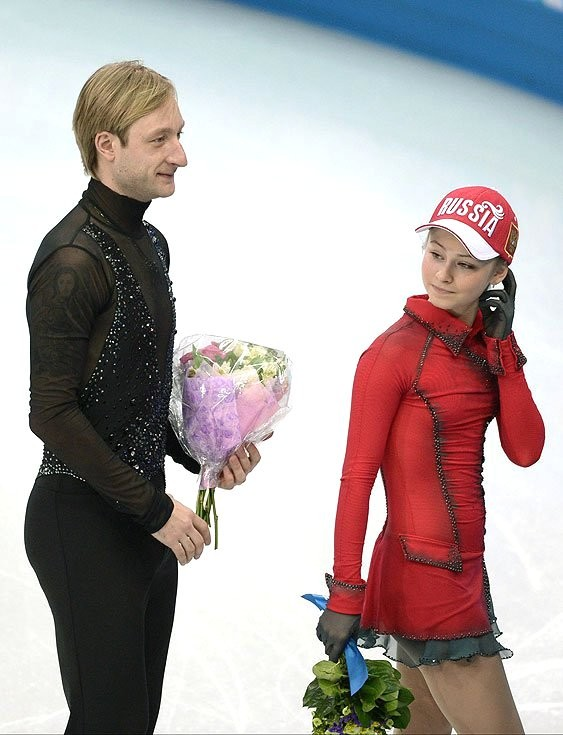
Jewgeni Pljuschtschenko und Julija Lipnizkaja nach dem Sieg im Teamwettbewerb

Kurzprogramm Herren: 6. Februar 2014, 19:30 Uhr (16:30 Uhr MEZ)
Kurzprogramm Paare: 6. Februar 2014, 21:10 Uhr (18:10 Uhr MEZ)
Pflichttanz Eistanz: 8. Februar 2014, 18:30 Uhr (15:30 Uhr MEZ)
Kurzprogramm Damen: 8. Februar 2014, 20:10 Uhr (17:10 Uhr MEZ)
Kür Paare: 8. Februar 2014, 22:05 Uhr (19:05 Uhr MEZ)
Kür Herren: 9. Februar 2014, 19:00 Uhr (16:00 Uhr MEZ)
Kür Damen: 9. Februar 2014, 20:05 Uhr (17:05 Uhr MEZ)
Kür Eistanz: 9. Februar 2014, 21:10 Uhr (18:10 Uhr MEZ)